# Trap Muzik
Trap Muzik è il secondo disco del rapper statunitense T.I., pubblicato il 19 agosto 2003, sotto contratto dell'Atlantic Records

## L'album
Dopo l'insuccesso di I'm Serious, per lo scarso flusso di vendite, T.I. inizia a realizzare il suo secondo lavoro discografico, capendo che il successo al Mainstream non lo avrebbe portato ancora alla fama per via del suo esordio iniziato da poco tempo, decise di ritornare all'Underground e quindi iniziare il suo disco indipendentemente sicuro che questo gli avrebbe dato una svolta in più nella sua carriera.
T.I. decise di puntare tutto sulla sua etichetta, la Grand Hustle, che gli permise di promuovere il suo album. Il rapper grazie al suo ritorno nella scena nell'Underground ebbe la possibilità di collaborare e far partecipare molti altri rapper nel suo album, visto che alcuni di questi ultimi erano ai suoi stessi livelli.
Dopo qualche mese di rifiniture T.I. pubblica quindi Trap Muzik, suo secondo disco che poi dopo venne firmato anche per l'Atlantic Records. L'album come appunto dimostra il nome e anche a detta di T.I. è un miscuglio di rap del sud con trap, che è un genere ancora poco conosciuto in quel periodo che ha raggiunto la sua notorietà più tardi. Infatti T.I. era uno dei primi rapper esponenti di questo genere a portarlo al successo, molte sue canzoni del suo secondo disco hanno sonorità trap. Successivamente anche il rapper Young Jeezy porterà il genere Trap al successo alla fine del decennio ribattenzandolo come T-Rap.
Le canzoni più rilevanti del disco e che hanno avuto anche una promozione video sono 24's, Rabber Band Man, Be Easy e Let's Get Away.

## Collaborazioni dell'album
Il disco ha visto la produzione di molti DJ e beatmaker più che rapper nei brani, i rapper che collaborano insieme a T.I. sono Mac Boney, membro dei P$C che appare nel brano omonimo del disco, 8 Ball & MJG e il rapper degli UGK Bun B che appaiono in Bizzle
e Jazze Pha che canta in Let's Get Away. I produttori del disco sono DJ Toomp come prod.esecutivo, David Banner che ha prodotto Rabber Band Man, Kanye West che ha prodotto il singolo 24's e anche il brano King Of Da South che ha nominato come suo titolo anche in questo album, Jazze Pha ed altri.

## Critica
Trap Muzik a differenza del primo album, ha guadagnato particolare successo, scalando varie classifiche negli States.
Grazie a questo T.I. ritornò nella scena rap e la cosa più strabiliante è che è riuscito ad avere molta notorietà con un album underground piuttosto che con un album commerciale. I'm Serious, album commerciale che se avesse avuto successo avrebbe avuto molte copie vendute ha raggiunto poco più la somma di 40 000 copie, invece Trap Muzik nel 2003 vendette la somma 109 000 copie nella prima settimana dalla pubblicazione. In tutto T.I. per il suo secondo disco vendette alla fine del medesimo anno 560 000 copie (somma molto alta per un disco underground) e ciò gli permise di vincere un disco d'oro certificato dalla RIAA, era da un passo che vincesse anche il platino. Inoltre l'album raggiunse la posizione n.4 della Billboard 200 e scalò anche la classifica Top R&B/Hip-Hop Albums.
Il successo del disco fu rilevante anche grazie ai quattro singoli contenuti in quest'ultimo.
Il più venduto fu Rabber Band Man singolo che raggiunse particolare attenzione grazie alla produzione di David Banner, che raggiunse la posizione n.41 della Billboard Hot 100, gli altri tre singoli sono stati prodotti da DJ Toomp e Jazze Pha e hanno avuto anche loro abbastanza successo.

## Tracce
1. "Trap Muzik" (featuring Mac Boney) (Holmes/Harris/Josey/Davis) – 4:00
2. "I Can't Quit" (Harris/Tillman/Thorton) – 4:17
3. "Be Easy" 	(Harris/St. Clair/O'Brien/Davis) – 3:18
4. "No More Talk" (Wright/Holmes/Harris) – 3:53
5. "Doin' My Job" (Harris/West/Smith) – 4:13
6. "Let's Get Away" (featuring Jazze Pha) (Harris/Holmes/Cantrell/Pha/Tillman)– 4:37
7. "24's" (Harris/Davis) – 4:42
8. "Rubber Band Man" (Harris/Crump) – 5:47
9. "Look What I Got" (Harris/Davis) – 3:05
10. "I Still Luv You" (Loftin/Harris/McFadden/Whitehead/Carstarphen) – 4:58
11. "Let Me Tell You Something" (Troutman/Harris/West) – 3:40
12. "T.I. vs. T.I.P." (Harris) – 3:52
13. "Bezzle" (featuring Bun B & 8 Ball & MJG) (Harris/Smith/Goodwin/Freeman) – 4:54
14. "Kingofdasouth" (Holmes/Harris) – 5:00
15. "Be Better Than Me" (Holmes/Harris) – 5:00
16. "Long Live da Game" (Holmes/Harris) – 2:14